# Royal Metal Fest
Royal Metal Fest er en heavy metal festival som årligt afholdes i Aarhus. Festivalen arrangeres af foreningen Metal Royale, og har eksisteret siden 2008.

## Tidligere bands

### 2008
Afholdt 8.-9. februar.
Spectral Mortuary, Rageborne, Urkraft, Illdisposed, Mayhem, A Kid Hereafter In The Grinding, Light, Scamp, The Burning, Blood Red Throne, Sinister, Artillery og The Haunted.

### 2009
Afholdt 9.-10. januar.
DestroyerBoy, Manticora, Born From Pain, Pretty Maids, Shining, Napalm Death, Horned, Almighty, Crocell, Goat, Corpus Mortale, Aeon, Konkhra, Misery Index, Hate Eternal og Destruction.

### 2010
Afholdt 15.-17. april.
Disintegrated, Armed For Apocalypse, The Kandidate, Hamlet, In-Quest, Illdisposed, Belphegor, Dawn of Demise, The Ocean, Crowbar, Sepultura, Die, Bullet Train Blast, Crocell, Horned Almighty, Entombed, Vreid, Decapitated og Sodom

### 2011
Afholdt 1.-2. april
The Interbeing, Final Deprevity, Suidakra, The Cleansing, The Burning, Artillery, Onslaught, Malevolent Creation, Aphyxion, Strychnos, Altar Of Oblivion, Pathology, Exmortem, Panzerchrist, Grave, Hail Of Bullets og Obituary

### 2012
Afholdt 30.-31. marts.
Pariah Syndicate, By the Patient, Hellhorse, Saturnus, Mercenary, Aeon, Decapitated, Evergrey, Diamond Drive, Mordax, Slow Death Factory, Crocell, Endstille, Taake, Keep Of Kalessin og Pretty Maids

### 2013
Afholdt 12.-13. april.
Bone, Caro, Dawn of Demise, Hamfard, Hatesphere, Melechesh, Vader, Hell’s Domain, The Last Shot Of War, Eyeconoclast, Decrepit Birth, Cattle Decapitation, Cryptopsy, Dream Evil og Satyricon

### 2014
Afholdt 30.-31. maj
Impalers, The World State, Huldre, Killing Ghandi, Horned Almighty, Artillery, Illdisposed, One Machine, Electric Hellride, Koldbrann, Endstille, IAmFire, Blood Red Throne og Pretty Maids

### 2015
Afholdt 10.-11. april.
When Water Runs Deep, Diamond Drive, Swindler, The Petulant, Destruction, Týr, Hell’s Domain, The Walking Dead Orchestra, Internal Bleeding, Broken Hope, Majesty, Belphegor og Anaal Nathrakh

### 2016
Afholdt 8.-9. april.
Stone Cadaver, Caro, Gespenst, Bölzer, Serpents Lair, Deströyer 666, Trepaneringsritualen, 1349, Ronnie Ripper’s Private War, Baest, Black Swamp Water, Piss Vortex, Iotunn, Nero Di Marte, Woebegone Obscured, Psycroptic, Dysrhythmia, Marduk, Crocell, Gorguts og Fiercer

### 2017
Afholdt 7.-8. april
Livløs, OxxvTelos, Solbrud, Lipid, Inquisition, Denial Of God, Fleshgod apocalypse, Fiercer, Olm, Sunless Dawn, Exmortus, Cabal, Benighted, Monument Of Misanthropy, Immolation, Gorod, Havok, Warbringer og Vader

### 2018
Afholdt 6.-7. april
Lifesick (DK), (0) (DK), Deadflesh (DK), Møk (DK), Lebenssucht (BE/DE/AT), Altar Of Oblivion (DK), Blood Eagle (DK), Wind Rose (IT), Horned Almighty (DK), Crocell (DK), Ex Deo (CAN), Hideous Divinity (IT), Allegaeon (US), Rings Of Saturn (US), Ne Obliviscaris (AU), Origin (US), Shining (SE), Ensiferum (FI) og , Bloodbath (SE/UK)

### 2019
Afholdt 5.-6. april.
Fredag d. 5/4
Taake (NO), Vomitory (SE), Incantation (US), Defeated Sanity (DE), Author & Punisher (US), Lingua Ignota (US), Faanefjell (NO), Skinned (US), Impalers (DK), Xenoblight (DK), The Interbeing (DK) og Deadnate (DK)
Lørdag d. 6/4
Suffocation (US), Asphyx (NL), Tribulation (SE), Rotten Sound (FI), Nordjevel (NO), God Dethroned (NL), Implore (DE), Decline of the I (FR), Urkraft (DK), Tongues (DK), Alkymist (DK), Ethereal Kingdoms (DK), Darkrise (CH), World War 5 (DK)

### 2020
Aflyst grundet coronaviruspandemien. Skulle have været afholdt 16.- 18. april.
Torsdag 16/4
LLNN (DK), Hiraki (DK), Oxx (DK)
Fredag 17/4
Soilwork (S), Hate (PL), Uada (US), Mercenary (DK), Solbrud (DK), Hexis (DK), Grift (S), Blood Eagle (DK), Velnias (US), Lipid (DK), Clients (DK)
Lørdag 18/4
Ihsahn (NO), Kampfar (NO), Terrorizer (US), Cult Leader (US), Hatesphere (DK), Hideous Divinity (IT), Orm (DK), False (US), Damim (UK), Sanctrum (S), Mass Worship (S), Katla (DK), Seed of Heresy (DK), Wayward Dawn (DK)